# فالتر بوهلي
فالتر بوهلي (بالألمانية: Walter Buhle)‏ (26 أكتوبر 1894 - 28 ديسمبر 1959) جنرال مشاة في الجيش الألماني الذي كان رئيس أركان الجيش من القيادة العليا للفيرماخت من 1942 ورئيس التسلح للجيش في عام 1945. 

## مسار مهني مسار وظيفي
ولد في هايلبرون، بادن فورتمبيرغ، وانضم إلى الجيش بصفته كاديت في يوليو 1913. خلال الحرب العالمية الأولى كان ضابطًا في المشاة. 1915 أصيب بجروح خطيرة. بين الحروب التي خدمها في هيئة الأركان العامة للرايخسر والمشاة والفرسان وبحلول اندلاع الحرب العالمية الثانية ، وصل إلى رتبة أوبرست في الفيرماخت وتم تعيينه رئيسًا لقسم المنظمات في القيادة العليا للجيوش الألمانية كرئيس ضابط لكلاوس فون شتاوفنبرج.

## الأوسمة والجوائز
- الصليب الحديدي لعام 1914 ، الدرجة الأولى والثانية
- نايت صليب وسام البيت الملكي من Hohenzollern بالسيوف
- وسام فارس من وسام الاستحقاق العسكري (Württemberg)
- شارة الجرح (1918) باللون الأسود
- الصليب الحديدي لعام 1939 ، الدرجة الأولى والثانية
- شارة الجرح (20 يوليو 1944)